# Leucaspius delineatus

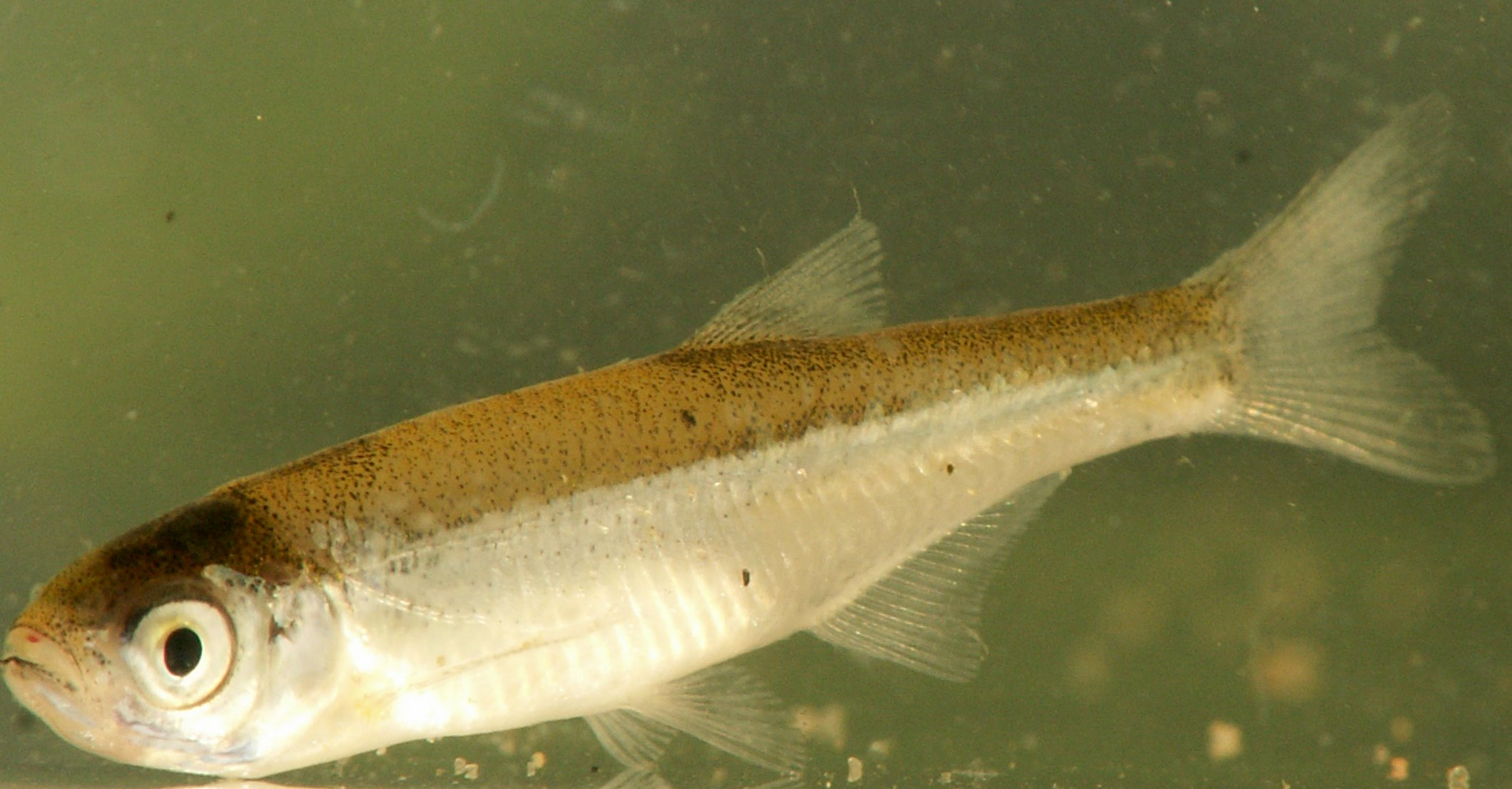
Leucaspius delineatus

Leucaspius delineatus és una espècie de peix cipriniforme de la família dels ciprínids.

## Morfologia
- Els mascles poden assolir 9 cm de longitud total.
- Nombre de vèrtebres: 36-42.[5][6]

## Reproducció
Té lloc entre abril i maig. La posta es diposita enmig de la vegetació i és protegida pel mascle.

## Alimentació
Menja fitoplàncton, zooplàncton i insectes voladors.

## Depredadors
A Alemanya és depredat per Anguilla anguilla, Aspius aspius, Cyprinus carpio, Tinca tinca, Lota lota, Perca fluviatilis, Sander lucioperca, Oncorhynchus mykiss, Salmo trutta fario, Salvelinus fontinalis, Esox lucius i Gymnocephalus cernua.

## Hàbitat
És un peix pelàgic i de clima temperat (2 °C-32 °C).

## Distribució geogràfica
Es troba a Euràsia.